# هرست ۳۱۷۲
سیارک ۳۱۷۲ (به انگلیسی: 3172 Hirst، نامگذاری:1981WW) سه هزار و صد و هفتاد و دومین سیارک کشف شده‌است که در ۲۴ نوامبر ۱۹۸۱ کشف شد.
قدر مطلق سیارک برابر ۱۳٫۴۰ است.